# Barnaba (Nastić)
Barnaba, imię świeckie Vojislav Nastić (ur. 31 stycznia 1914 w Gary, Indiana, zm. 12 listopada 1964 na Fruškiej gorze) – serbski biskup prawosławny, święty prawosławny.

## Życiorys

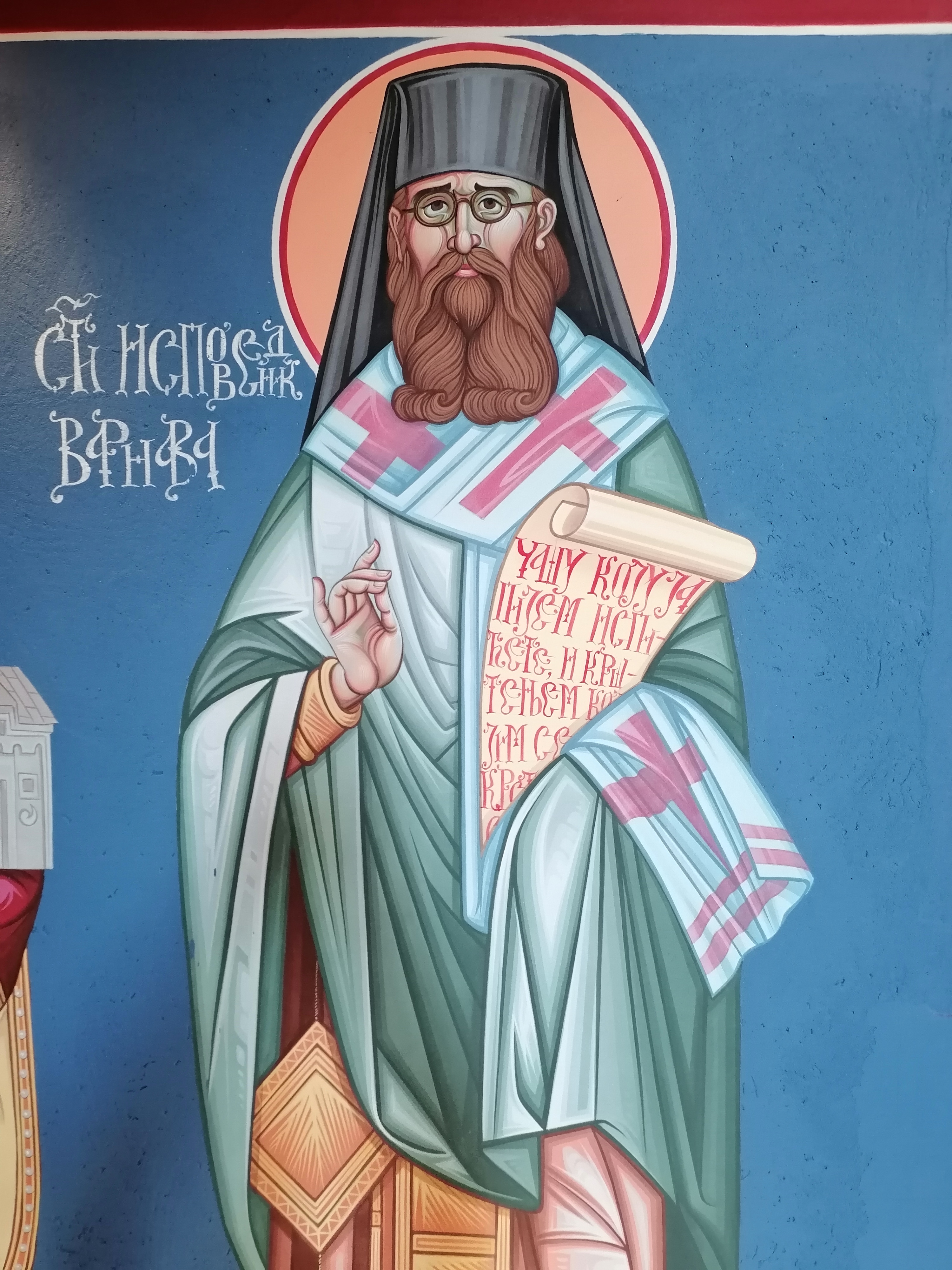

Jego rodzice emigrowali do Stanów Zjednoczonych w celach zarobkowych. Po I wojnie światowej Nasticiowie wrócili do Królestwa Serbów, Chorwatów i Słoweńców i osiedli w Sarajewie. Tam Vojislav Nastić ukończył gimnazjum. Następnie podjął studia teologiczne na Uniwersytecie Belgradzkim i ukończył je w 1937 jako najlepszy absolwent. Po zakończeniu nauki powrócił do Sarajewa i pracował jako szkolny katecheta. W 1940 wstąpił do monasteru Mileševa, składając wieczyste śluby mnisze na ręce metropolity Dabaru i Bośni Piotra.
Służył w Sarajewie. W 1941 odrzucił propozycję przyłączenia się do niekanonicznego Chorwackiego Kościoła Prawosławnego, w którym miał zostać biskupem. Nie chciał również współpracować z jugosłowiańską partyzantką socjalistyczną.
Po zakończeniu II wojny światowej przyjął święcenia kapłańskie z rąk biskupa zwornicko-tuzlańskiego Nektariusza. 20 maja 1947 Święty Sobór Serbskiego Kościoła Prawosławnego nominował go na wikariusza archieparchii belgradzkiej z tytułem biskupa chwostańskiego. Jego chirotonia biskupia odbyła się 19 sierpnia 1947 pod przewodnictwem patriarchy Gabriela V. W zakres obowiązków biskupa chwostańskiego wchodziło administrowanie dwiema wakującymi eparchiami: metropolią Dabaru i Bośni oraz eparchią zahumsko-hercegowińską. Rezydował w Sarajewie. Już 25 grudnia 1947 został aresztowany, a następnie skazany na 11 lat ciężkiego więzienia, prace przymusowe i utratę praw obywatelskich na trzy lata. Biskupa oskarżano o spotkania z wrogami państwa, jego krytykę i planowanie obalenia władz socjalistycznych, ataki na armię jugosłowiańską w kazaniach, podburzanie mas przeciwko władzom, podżeganie do wojny, fałszywe informowanie zagranicznych organizacji o sytuacji w Jugosławii, zapewnianie, że państwo prześladuje Cerkiew, krytykę planu pięcioletniego, spotkania ze skazanym na śmierć katolickim duchownym związanym z ustaszami i uzyskanie od niego informacji o wywrotowej organizacji katolickiej, z którą miał następnie współdziałać w celu obalenia władz. Proces duchownego relacjonowany był przez prasę jugosłowiańską, która potępiała biskupa i nazywała go zdrajcą, a także przez prasę amerykańską.
Biskup Barnaba odbywał karę początkowo w Stolcu, a następnie w więzieniach w Zenicy i w Sremskiej Mitrovicy. W 1950 patriarcha serbski Wincenty II bezskutecznie starał się o jego zwolnienie. W tym samym roku, podczas transportu koleją do więzienia w Sremskiej Mitrovicy, został poważnie ranny w katastrofie kolejowej. Leczony był w szpitalu w Sremskiej Mitrovicy, następnie w Belgradzie, po czym pozwolono mu zamieszkać w monasterze Wprowadzenia Matki Bożej do Świątyni w Belgradzie. W 1953 na polecenie władz musiał wyjechać do monasteru Gomionica. Władze Jugosławii nie zgodziły się, by ponownie zaczął służyć jako biskup. Do 1959 przebywał w klasztorze Gomionica. Następnie, po upływie czasu wyroku, odzyskał wolność i przeniósł się do monasteru Krušedol, gdzie nadal był obserwowany przez jugosłowiańskie służby bezpieczeństwa. Kilkakrotnie bez powodzenia ubiegał się o zgodę na podjęcie publicznej działalności duszpasterskiej. W 1963 musiał przenieść się do innego klasztoru Fruškiej gory – monasteru Beočin. Prowadził ascetyczny tryb życia, stale zachowywał surowy post. Zmarł nagle 12 listopada 1964 i został pochowany w cerkwi Wniebowstąpienia Pańskiego w klasztorze, w którym przeżył ostatni rok.
Władał językami angielskim, francuskim i niemieckim.
18 maja 2004 Święty Sobór Biskupów kanonizował biskupa Barnabę. Decyzja ta została uroczyście ogłoszona 15 maja 2005. Dniem wspomnienia biskupa jest 12 listopada.